# Orbis Litterarum
Orbis Litterarum (expresie latină ce înseamnă Cercul de literatură) este o revistă internațională daneză de studii literare, fondată în 1943 de către Frederik Julius Billeskov Jansen și Jens Kruuse.
Revista se concentrează în primul rând asupra literaturii europene și americane și publică articole originale peer review pe teme de literatură generală și comparată, genuri și perioade literare. Obiectivul publicației îl reprezintă corelarea mai multor direcții ale teoriei literare. Orbis Litteraturm publică articole în mai multe limbi, iar redactorii ei sunt din 2006 Lars Ole Sauerberg, Morten Nøjgaard și Bengt Algot Sørensen.